# キム・ミンジョン (1972年生)
キム・ミンジョン（金旻鍾、1972年3月23日 - ）は、韓国の歌手兼俳優。男性。

## 略歴
1988年に映画『아스팔트 위의 동키호테』（アスファルトの上のドンキホーテ）に出演して俳優としてデビューした。1996年に公開されたアクション・ファンタジー映画『帰天図』に主演し、同年12月の第17回青龍映画賞で人気スター賞を受賞した。1998年にSBSで放送された連続テレビドラマ『ミスターQ』で主役のイ・ガント役を演じ、この年のSBS演技大賞で最優秀演技賞を受賞した。『ミスターQ』はランジェリー会社を舞台にした喜劇で、相手役はキム・ヒソンが演じた。
歌手としては1991年に活動を始め、1992年にソン・ジチャンとの2人組ザ・ブルーで人気を得た。1999年に韓国放送公社 (KBS) の今年の歌手賞を受賞した。
2006年から理事としてSMエンタテインメントに17年間所属したが、2023年にSMエンタテインメントをやめた。

## 人物
安養芸術高等学校演劇映画科からソウル芸術専門大学に進学し、1990年に映画科を卒業した。本貫は慶州金氏。仏教徒である。

## 主な出演作品

### 映画
- 帰天図（1996年）[4]主演：ウ・ウンゴム役[3]
- ジャスティス（2001年）[11]
- ファミリー（2002年）[11]主演：チャ・ソンデ役[3]
- 愛の傷（2005年）[11]

### テレビドラマ
- フィーリング[11]（1994年、KBS）
- 遥か遠い国[11]（1996年-1997年、KBS）
- ウエディング・ドレス[11]（1997年-1998年、KBS）
- ミスターQ[11]（1998年、SBS）主演：イ・ガント役[3]
- ゴースト[11]（1999年、SBS）主演：チャ・ダルシク役[3]
- 恋をしましょう[11]（1999年-2000年、KBS）
- 守護天使[11]
- 秘密[11]（2001年、MBC）
- 真珠の首飾り[11]（2003年、KBS）
- 島の村の先生[11]（2004年、SBS）
- 恋するハイエナ[11]（2006年、tvN）主演：キム・チョルス役[3]
- 美賊イルジメ伝[11]（2009年、MBC）主演：ク・ジャミョン役[3]
- 神と呼ばれた男[11]（2009年、MBC）主演：ファン・ウヒョン役[3]
- アテナ[11]（2010年 - 2011年、SBS）主演：キム・ギス役[3]
- 紳士の品格（2012年、SBS）主演：チェ・ユン役[3]
- 秘密の扉[11]（2014年、SBS）主演：ナ・チョルス役[3]
- ミセスコップ[11]（2015年、SBS）主演：パク・チョンホ役[3]
- ミセスコップ2[11]（2016年、SBS）主演：パク・チョンホ役[3]